# Маунт Ери (Северна Каролина)
Маунт Ери (енгл. Mount Airy) град је у америчкој савезној држави Северна Каролина.

## Демографија
По попису из 2010. године број становника је 10.388, што је 1.904 (22,4%) становника више него 2000. године.
| Група             | 2000.         | 2010.         |
| Белци             | 6.981 (82,3%) | 8.484 (81,7%) |
| Афроамериканци    | 678 (8,0%)    | 856 (8,2%)    |
| Азијати           | 216 (2,5%)    | 148 (1,4%)    |
| Хиспаноамериканци | 498 (5,9%)    | 699 (6,7%)    |
| Укупно            | 8.484         | 10.388        |